# Кеннеди, Этель
Этель Кеннеди (англ. Ethel Kennedy); урождённая Скейкель (англ. Skakel; /ˈskeɪkəl/; 11 апреля 1928, Чикаго, Иллинойс, США — 10 октября 2024, Бостон, Массачусетс, США) — американская правозащитница и общественный деятель. Вдова сенатора и генерального прокурора США Роберта Ф. Кеннеди, невестка 35-го президента США Джона Ф. Кеннеди и дочь бизнесмена Джорджа Скейкеля.

## Ранние годы и образование
Этель Скейкель родилась 11 апреля 1928 года в Чикаго, штат Иллинойс, в семье бизнесмена Джорджа Скейкеля и его жены Энн Брэннак. Она была шестой из семи детей, у нее была младшая сестра по имени Энн и пять старших братьев и сестер: Джорджанна, Джеймс, Джордж-младший, Раштон и Патрисия.
Джордж Скейкель был основателем химической компании Great Lakes Carbon Corporation, которая позже была поглощена SGLCarbon. Он был протестантом голландского происхождения, в то время как Энн была католичкой с ирландскими корнями. Их дети были воспитаны в католицизме, а Этель, сама набожная католичка, регулярно посещала церковь на протяжении всей своей жизни.
Этель и ее братья и сестры выросли в Гринуиче, штат Коннектикут. Она посещала женскую академию Гринуича и окончила школу для девочек при монастырь Святого Сердца в Бронксе в 1945 году. В сентябре 1945 года Этель начала свое высшее образование в колледже Манхэттенвилла, где она была одноклассницей своей будущей невестки Джин Кеннеди. Этель получила степень бакалавра в Манхэттенвилле в 1949 году.
Этель впервые встретила брата Джин, Роберта Ф. Кеннеди, во время поездки на горнолыжный курорт Мон-Тремблан в Квебеке в декабре 1945 года. Во время этой поездки Роберт начал встречаться со старшей сестрой Этель Патрисией, но после их расставания, он начал встречаться с Этель. В 1946 она выступала за старшего брата Роберта Джона, когда тот баллотировался в Конгресс от 11-го избирательном округа Массачусетса и написала свою дипломную работу по его книге «Почему Англия спала».

## Брак и семья

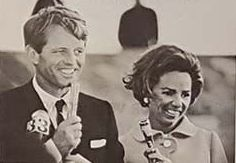
Роберт и Этель Кеннеди в 1968 году.

Роберт Кеннеди и Этель Скейкел обручились в феврале 1950 года и поженились 17 июня 1950 года на католической церемонии в церкви Святой Марии в Гринуиче, штат Коннектикут. Газета The Boston Globe назвала этот брак «объединением двух больших капиталов».
После того, как Роберт окончил юридический факультет Университета Виргинии, семья поселилась в районе Вашингтона, и Роберт пошел работать в Министерство юстиции. В 1952 году Этель и Роберт переехали в квартиру в Бостоне, штат Массачусетс, где она помогала своему деверю Джону Кеннеди во время выборов в в Сенат, организовав «чаепития» для потенциальных избирателей. Через несколько месяцев после рождения четвертого ребенка Этель, ее родители погибли в авиакатастрофе в Юнион-Сити, штат Оклахома, 3 октября 1955 года.
В 1956 году Кеннеди приобрели Хикори-Хилл у брата Роберта Джона и его жены Жаклин. Поместье располагалось в Маклине, штат Виргиния и включало в себя участок земли площадью 6 акров и особняк с 13 спальнями. Роберт и Этель проводили много собраний в своем доме и были известны своими впечатляющими и эклектичными списками гостей. Этель продала Хикори-Хилл за 8,25 миллиона долларов в декабре 2009 года. Пара также владела домом в посёлке Хайаннис-Порт на Кейп-Коде.
В 1960 году зять Этель Джон победил на президентских выборах, на которых он назначил Роберта на пост генерального прокурора. Два года спустя президент Кеннеди поручил Этель и Роберту совершить 28-дневную поездку доброй воли по 14 странам. Хотя формально поездка была неофициальной, принимающие страны рассматривали Роберта и Этель как заместителей президента и первой леди.
22 ноября 1963 года Этель узнала об убийстве Джона от своего мужа. Она ответила на звонок, назвала звонившего директором Федерального бюро расследований Дж. Эдгаром Гувером и передала трубку Роберту, который затем сообщил ей о стрельбе. Гувер никогда ранее не звонил генеральному прокурору домой.
В 1964 году Этель поддерживала своего мужа, когда он вел кампанию и выиграл место в Сенате, представляя штат Нью-Йорк. Во время кампании Роберта обвиняли в «саквояжничестве», и Этель отмахнулась от критики, заявив что «Вы можете сделать для Массачусетса не так уж много».
Этель убеждала мужа принять участие в праймериз Демократической партии на президентских выборах 1968 года. Биограф Эван Томас изобразил ее как «самого последовательного сторонника Роберта в гонке за Белый дом».

### Дети
Этель Кеннеди часто беременела во время своего 18-летнего брака, родив 11 детей: Кэтлин в 1951 году, Джозефа в 1952 году, Роберта-младшего в 1954 году, Дэвида в 1955 году, Кортни в 1956 году, Майкла в 1958 году, Кэрри в 1959 году, Кристофера в 1963 году, Максвелла в 1965 году, Дугласа в 1967 году и Рори в 1968 году, который родился через шесть месяцев после убийства ее отца. Кэтлин занимала пост вице-губернатора Мэриленда с 1995 по 2003 год, Джозеф был членом Палаты представителей США от 8-го избирательного округа Массачусетса с 1987 по 1999 год, а Роберт-младший баллотировался на пост президента на президентских выборах 2024 года, прежде чем стать министром здравоохранения и социальных служб США. Её внук, Джозеф Кеннеди III, также был в Палате представителей США, представляя 4-й избирательный округ Массачусетса с 2013 по 2021 год. Этель пережила двух своих сыновей, Дэвида, умершего от передозировки наркотиков в 1984 году и Майкла, который погиб во время катания на лыжах в 1997 году.

### Убийство мужа

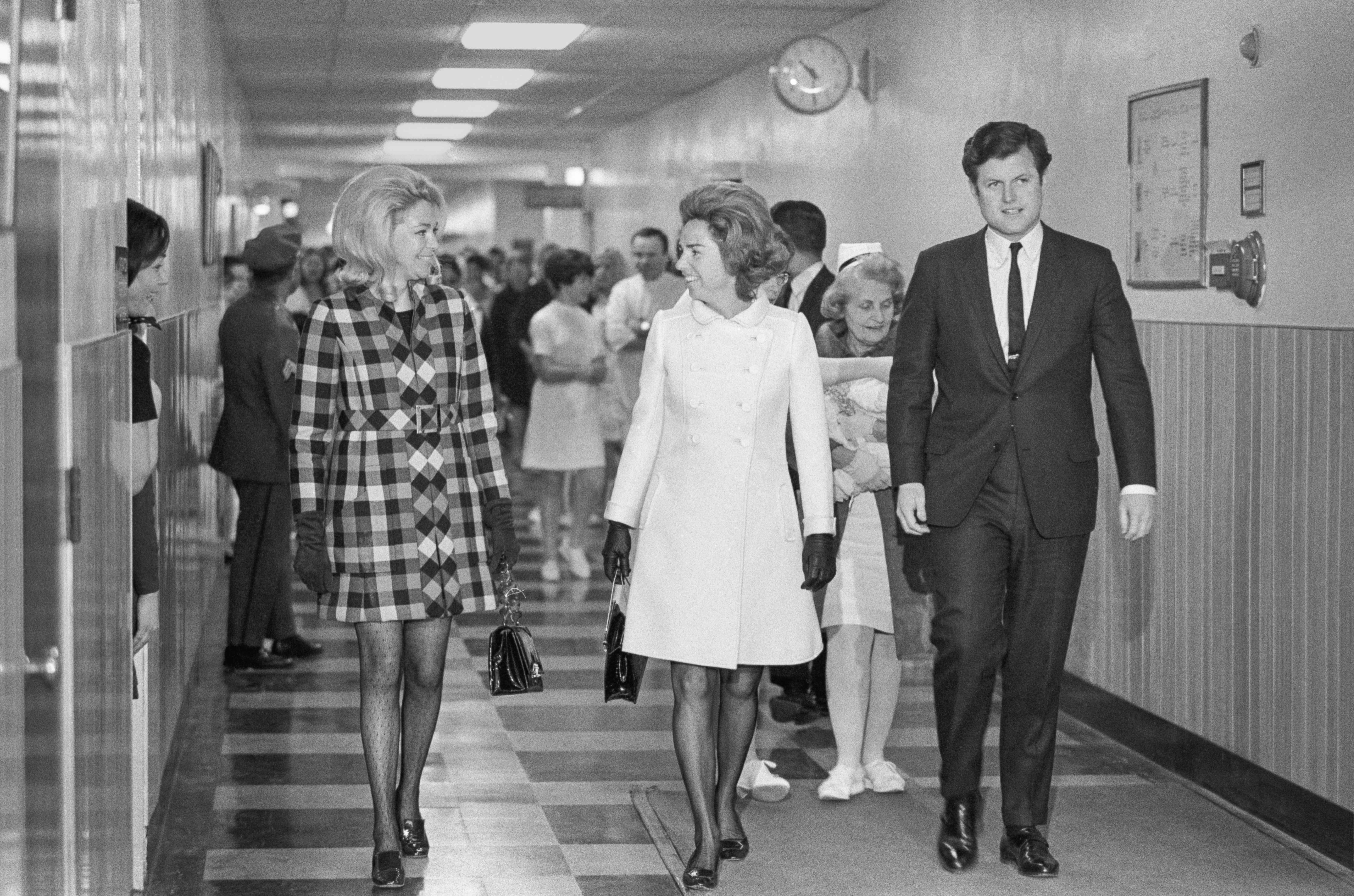
Джоан, Этель и Тед Кеннеди в декабре 1968 года.

Вскоре после полуночи 5 июня 1968 года Роберт Ф. Кеннеди был смертельно ранен Серханом Серханом в отеле «Амбассадор» в Лос-Анджелесе; он скончался на следующий день в возрасте 42 лет. Этель присутствовала на месте происшествия и в то время была на третьем месяце беременности дочерью Рори. Президент Линдон Б. Джонсон объявил Национальный день траура. 19 июня Этель отправила Джонсону рукописную записку, в которой поблагодарила его и его жену, первую леди Леди Бёрд Джонсон, за помощь, которую они оказали ей и семье Кеннеди. После смерти мужа Этель публично заявила, что больше никогда не выйдет замуж, желая сосредоточиться на «дальнейшем продолжении его работы и наследия». Некоторое время Этель сопровождал на ужины, вечеринки и в театры певец и друг семьи Энди Уильямс.

## Правозащитная деятельность
Этель Кеннеди основала Центр Роберта Ф. Кеннеди по вопросам правосудия и прав человека в 1968 году. В феврале 2001 года Кеннеди посетила осужденного мексиканского фермера-активиста Родольфо Монтиеля, и его соратника, отбывавших наказание в тюрьме в Игуале, вручив Родольфо премию Чико Мендеса от имени американской экологической группы Sierra Club. В марте 2016 года Кеннеди была среди сотен людей, которые прошли маршем возле дома главы сети закусочных Wendy's Нельсона Пельца в Палм-Бич, штат Флорида, в рамках усилий Коалиции рабочих фермы Immokalee Workers, требующих от компанию повысить закупочную цену помидоров, чтобы увеличить заработную плату полевых рабочих. По данным ежегодного отчёта, в 2022 пост президента фонда занимала её дочь Кэрри Кеннеди.

## Последние годы и смерть

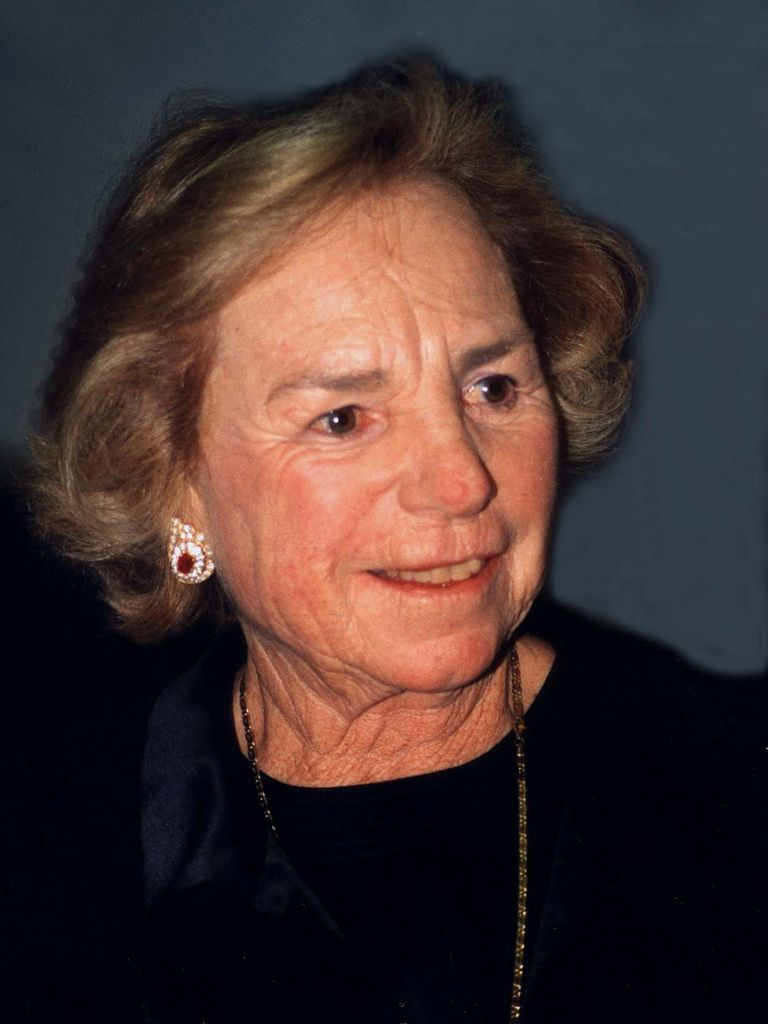
Этель Кеннеди в 2000 году.

В конце 1970-х годов, вновь вернувшись к государственной службе, Кеннеди сосредоточила большую часть своего времени и энергии на различных социальных делах, включая проект по восстановлению бруклинского района Бедфорд-Стайвесант. В 1992 году Кеннеди и ее сын Майкл сыграли эпизодическую роль в ситкоме Весёлая компания, снятом телеканалом NBC в Бостоне.
Во время праймериз Демократической партии 2008 года Кеннеди поддержала Барака Обаму. Она публично поддерживала и проводила сборы средств в Хикори-Хилл для многочисленных политиков, среди которых был кандидат на пост губернатора Виргинии Брайан Моран. В июне 2008 года Кеннеди устроила в Хикори-Хилл благотворительный ужин стоимостью 6 миллионов долларов, посвященный Обаме. Ужин стоимостью 28 500 долларов за порцию возглавил бывший кандидат в президенты от Демократической партии и председатель Национального комитета Демократической партии (DNC) Говард Дин.
В 2012 году она появилась в документальном фильме о своей жизни, снятом Рори Кеннеди, ее младшей дочерью. Документальный фильм под названием «Этель» рассказывает о раннем политической деятельности Этель, ее жизни с Робертом Кеннеди и годах после его смерти, когда она одна воспитывала 11 детей. В фильме представлены интервью с Кеннеди и ее детьми, перемежаемые семейными видео и архивными фотографиями.

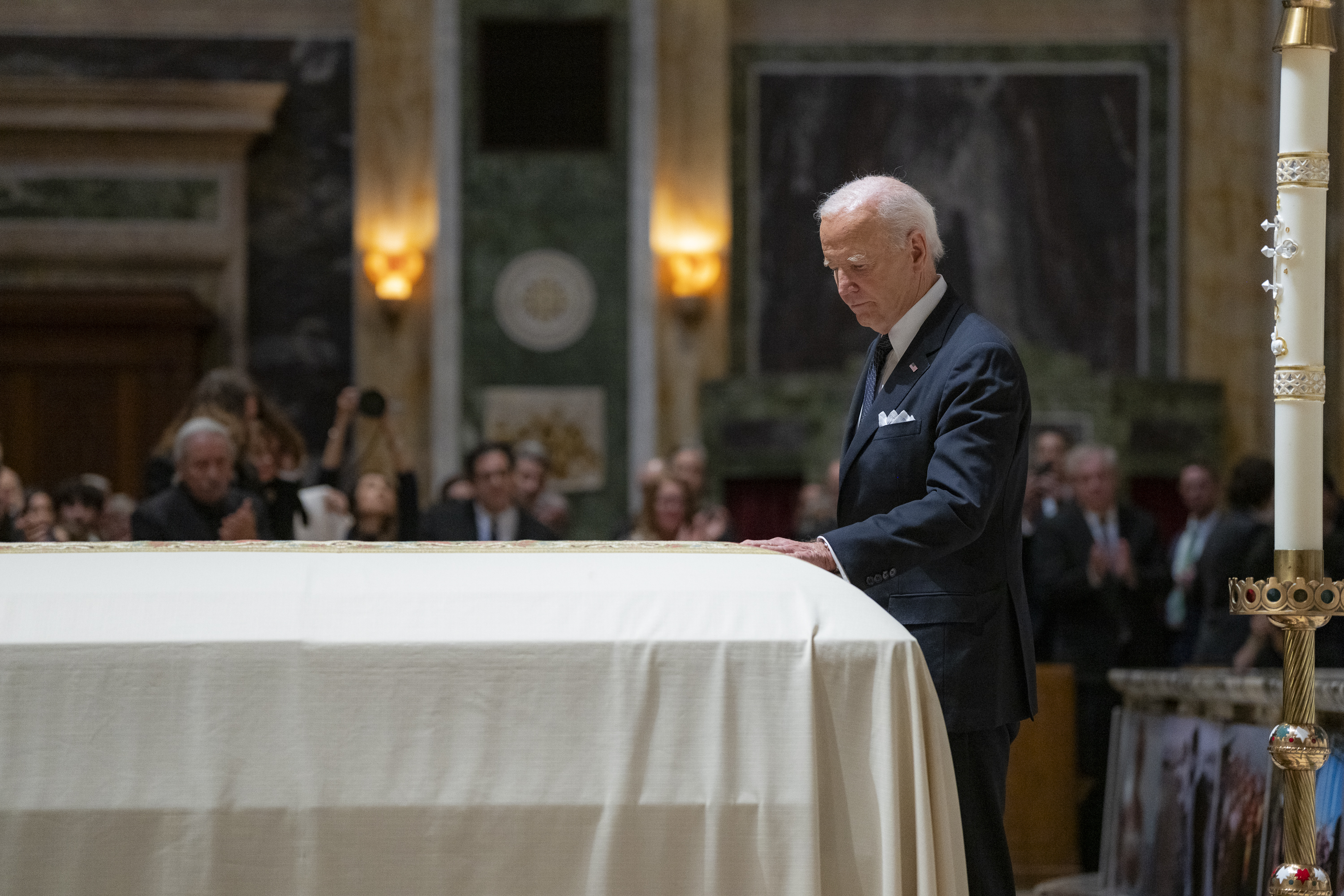
Президент Джо Байден у гроба Этель Кеннеди на её похоронах, October 2024

В последние годы жизни Этель проживала в поместье Кеннеди в Массачусетсе и в Палм-Бич, Флорида. Она умерла в Бостоне 10 октября 2024 года в возрасте 96 лет, после госпитализации из-за инсульта, который она перенесла неделей ранее. Отпевание состоялось четыре дня спустя в церкви Богоматери Победы в Сентервилле, Массачусетс. 16 октября в Римско-католическом соборе Святого Апостола Матфея в Вашингтоне, прошла панихида, на которой выступили президент Джо Байден и бывшие президенты Барак Обама и Билл Клинтон. Этель Кеннеди была похоронена на Арлингтонском национальном кладбище рядом со своим мужем.

## Награды и память
В 1981 году президент Рональд Рейган наградил Кеннеди медалью Роберта Ф. Кеннеди в Розовом саду Белого дома. В 2014 году мосту через реку Анакостия в Вашингтоне, было присвоено её имя в знак признания её поддержки защиты окружающей среды и решения социальных проблем в округе Колумбия. В том же году Кеннеди была награждена президентом Обамой Президентской медалью Свободы за ее преданность «продвижению дела социальной справедливости, прав человека, защиты окружающей среды и сокращения бедности путем создания бесчисленных волн надежды для осуществления изменений во всем мире».

## В популярной культуре
В 1983 году Этель появилась в сериале «Кеннеди», рассказывающем о президенстве её деверя Джона. Её роль исполнила актриса Эллен Паркер. В 2002 Этель снова появилась в телефильме «РФК», её роль исполнила канадская актриса Марни Макфэйл. В 2011 году Этель появилась в мини-сериале «Клан Кеннеди», действие которого происходит до и во время президентства Джона, а в 2017 снова появилась в его продолжении «Клан Кеннеди: После Камелота», повествующим о истории семьи в 1968—1999 годах. В обоих картинах её роль исполнила актриса Кристин Бут.
Лорен Холли сыграла Этель в биографическом фильме 2001 года «Джеки, Этель и Джоан: Женщины Камелота».
Тейлор Свифт вдохновилась на написание песни «Starlight», увидев фотографию Роберта и Этель Кеннеди. Песня поётся от лица Этель, в которой она упоминает встречу с «Бобби на набережной» и говорит: «Мы могли бы пожениться, завести десять детей и научить их мечтать».